# Postylla (utwór Reja)
Świętych słów a spraw Pańskich, które tu sprawował Pan a Zbawiciel nasz na tym świecie jako prawy Bóg, będąc w człowieczeństwie swoim, Kronika albo Postylla, polskim językiem a prostym wykładem też dla prostaków krótce uczyniona – książka Mikołaja Reja, wydana w 1557 w Krakowie.
Utwór jest rodzajem postylli, czyli zbiorem kazań, zarówno do użytku publicznego, jak i lektury osobistej. Układ Postylli Reja odpowiada zasadniczo układowi perykop biblijnych. Teksty przytaczanych ewangelii zostały prawdopodobnie przetłumaczone przez samego Reja. W doborze przykładów, rozkładzie akcentów, interpretacjach, krytyce obrzędowości katolickiej widoczne są protestanckie inklinacje Reja, jednak nie przybierają skrajnej i gwałtownej formy. Moralno-religijne tezy Rej zilustrował głównie przykładami z ówczesnego życia codziennego.
Postylla cieszyła się powodzeniem. Kolejna wydania ukazały się w latach 1560, 1566, 1571, 1594. W 1600 w Wilnie ukazał się litewski przekład pt. Postilla lietuwiszka, zaś w rękopiśmiennych ewangeliarzach greckokatolickiej kapituły w Przemyślu znajduje się przekład na język ruski.